# Königsbrunn am Wagram
Königsbrunn am Wagram là một đô thị thuộc huyện Tulln trong bang Niederösterreich, Áo.